# Barmská hvězda
Barmská hvězda (anglicky: Burma Star) je britská vojenská medaile za tažení. Medaile založená v květnu 1945 byla udílena příslušníkům sil britského Commonwealthu, kteří sloužili během tažení v Barmě v letech 1941 až 1945.

## Historie
První dvě britské medaile za tažení během druhé světové války byly založeny 8. července 1943. Těmito medailemi byly Hvězda 1939–43 (později přejmenovaná na Hvězdu 1939–1945) a Africká hvězda. Do května 1945 vzniklo celkem osm hvězd a devět spon, které byly udíleny za účast v bojích druhé světové války. Další hvězda a spona byla zřízena až 26. února 2013, tedy více než 67 let po konci války. Jednalo se o Arktickou hvězdu a sponu Bomber Command.
Z těchto vyznamenání nemohlo být žádnému jedinci uděleno více než šest hvězd za tažení s pěti různými sponami. Na každé hvězdě pak mohla být nošena pouze jedna spona. Maximální možný počet hvězd udělených jednomu člověku zahrnoval následující možnosti:
- Hvězdu 1939–1945 s možným udělením spony Bitva o Británii či spony Bomber Command (ta byla však založena až roku 2013)[6]
- Arktickou hvězdu[5]
- Africkou hvězdu s možným udělením spony Severní Afrika 1942–43, 8. armáda nebo 1. armáda[7]
- Pacifickou nebo Barmskou hvězdu (pokud někdo získal právo na udělení obou medailí, byla mu udělena pouze ta, na kterou získal toto právo jako první, udělená hvězda byla doplněna příslušnou sponou druhé hvězdy)[2][8]
- Italkou hvězdu[9] (k té nenáležela žádná spona)[3]
- Hvězdu Atlantiku, Hvězdu evropských osádek nebo Hvězdu za Francii a Německo (pokud někdo získal právo na udělení více medailí, byla mu udělena pouze ta, na kterou získal právo jako první a doplněna příslušnou sponou další hvězdy)[10][11][12]

Každý, kdo byl vyznamenán některou z hvězd za tažení, získal také automaticky právo na udělení Válečné medaile 1939–1945.

### Založení medaile
Tažení do Barmy probíhalo v období mezi 11. prosincem 1941 a 2. zářím 1945. Během tažení se spojenecké síly střetly s japonskými invazními jednotkami, které tlačily britské jednotky zpět k indické hranici. Dokud mělo Japonsko převahu v tichomořské oblasti, neměli spojenci vhodné podmínky pro zahájení protiútoku a až do začátku roku 1944 zůstávali na svých pozicích v Barmě. Ke kapitulaci japonských vojsk v oblasti došlo 2. září 1945.
Barmská hvězda byla založena v květnu 1945. Udílena byla vojákům, kteří se zapojili do bojů v Barmě v období od 11. prosince 1941 do 2. září 1945.

## Pravidla udílení
Kritéria pro udělení vyznamenání se pro jednotlivé složky ozbrojených sil britského Commonwealthu lišila. Obecně platilo, že nikdo nemohl obdržet zároveň Barmskou a Pacifickou hvězdu. Pokud jedinec, kterému byla již udělena Barmská hvězda, splnil podmínky pro získání Pacifické hvězdy, byla mu místo hvězdy udělena spona PACIFIC, která se nosila na stuze Barmské hvězdy.
Pokud byla jedinci udělena medaile za statečnost nebo byl uveden v Mention in Dispatches za akci v době, kdy sloužil v požadované oblasti, kvalifikovalo to dotyčného pro obdržení Barmské hvězdy bez ohledu na délku jeho služby v požadované oblasti. Vojáci, jejichž služba byla přerušena jejich smrtí, zraněním či nezpůsobilostí k službě ze zdravotních důvodů, byli také oceněni Barmskou hvězdou bez ohledu na délku jejich služby.

### Námořní jednotky
Námořníci královského námořnictva a obchodního námořnictva se k získání Barmské hvězdy kvalifikovali službou v oblasti Bengálského zálivu a přilehlé oblasti rozkládající od nejsevernějšího výběžku Cejlonu do vzdálenosti 300 mil jižním směrem a poté do bodu nacházejícím se 300 mil západně od nejjižnějšího výběžku Sumatry a pokračující východně k západnímu pobřeží Sundského průlivu, zahrnujíc i oblast Malackého průlivu. Dotyčný musel nejdříve splnit podmínku služby po dobu šesti měsíců nutných k udělení Hvězdy 1939–1945. Až poté se začala počítat doba služby kvalifikující k udělení Barmské hvězdy.
Speciální pravidla se aplikovala na příslušníky námořnictva, kteří nastoupili do služby méně než šest měsíců před koncem války. Ti, kteří do služby nastoupili v operační oblasti kvalifikující pro udělení hvězdy po 7. březnu 1945 byli oprávněni získat Barmskou či Pacifickou hvězdu, nebyli však vyznamenání Hvězdou 1939–1945, u které podmínka služby po dobu minimálně 180 dní zůstala.

### Pozemní vojsko
Pro pozemní jednotky armády, příslušníky námořnictva na pevnině a pozemního personálu RAF bylo rozhodujícím kritériem služba v Barmě v období od 11. prosince 1941 do 2. září 1945. Medaile také mohla být udělena za službu v dalších lokalitách v přesně daném časovém období. Jednalo se o službu v Číně, Hongkongu, Indii, Malajsii a na Sumatře.
- Bengálsko a Ásám v Indii od 1. května 1942 do 31. prosince 1943[2]
- Bengálsko a Ásám, východně od Brahmaputry od 1. ledna 1941 do 2. září 1945[2]
- Čína od 16. února 1942 do 2. září 1945[2][15]
- Hongkong od 26. prosince 1941 do 2. září 1945[2][15]
- Malajsie od 16. února 1942 do 2. září 1945[2][15]
- Sumatra od 24. března 1942 do 2. září 1945[2][15]

Za službu v Číně, v Hongkongu, Malajsii a na Sumatře po 8. prosinci 1941, ale před konkrétními daty uvedenými pro jednotlivá území výše, byla vojákům udílena Pacifická hvězda.

### Letecké síly
Posádky bojových letadel, které již dříve obdržely Hvězdu 1939–1945, kvalifikoval k zisku Barmské hvězdy i jediný absolvovaný bojový let v požadované oblasti. Posádky transportních letadel musely splnit podmínku tří přistání v požadované oblasti. K získání medaile byli způsobilí i příslušníci výsadkových jednotek, kteří se zúčastnili výsadkových operací v oblasti podle kritérií pozemních vojsk.

## Popis medaile
Vzhled všech devíti hvězd za tažení byl navržen rytci Královské mincovny. Všechny byly ke stuze připojeny kroužkem, který procházel malým očkem vycházejícím z hrotu cípu směřujícího nahoru. Hvězda byla šesticípá vyrobená ze žluté slitiny mědi a zinku. Medaile byla široká 44 mm a vysoká (i s očkem) 50 mm.
Na přední straně byl v centrálním medailonu královský monogram Jiřího VI. GRI VI, nad kterým se nacházela královská koruna. Tato koruna přerušovala kruh při vnějším okraji medaile s nápisem THE BURMA STAR. Zadní strana byla hladká.
Britská Honours Committee se usnesla, že medaile za tažení v druhé světové válce budou udíleny bez jména příjemce. Toto pravidlo dodržely všechny státy Commonwealthu kromě tří. Těmito zeměmi byla Indie, Jihoafrická republika a Austrálie, na jejichž medailích jsou na zadní straně uvedeny detaily o příjemci. V případě Indie je na zadní straně uvedeno služební číslo, hodnost, iniciály, příjmení a jednotka. V případě Jihoafrické republiky a Austrálie je na zadní straně uvedeno služební číslo, iniciály a příjmení.
Spona je vyrobena ze slitiny mědi a zinku. Svým vzhledem připomíná okraj poštovní známky.
Stuha je široká 32 mm a skládá se ze středového pruhu červené barvy o šířce 10 mm, který je z obou stran obklopen pruhy v barvě námořní modři o šířce 3,5 mm, které následují pruhy žluté barvy široké 4 mm, na které při okrajích navazují pruhy v barvě námořní modři o šířce 3,5 mm. Autorem vzhledu této stuhy, stejně jako stuhy Medaile Za obranu a ostatních medailí za tažení byl král Jiří VI.

## Pravidla nošení medaile
Pořadí v jakém jsou medaile za tažení nošeny záleží na datu počátku daného tažení a také na délce kampaně. Předepsané pravidlo se dodržuje, nezáleží na pořadí v jakém byly medaile jednotlivci uděleny. Medaile Za obranu a Válečná medaile 1939–1945 se nosí za hvězdami za tažení. Mezi těmito medailemi je nošena Canadian Volunteer Service Medal, ostatní válečné medaile zemí Commonwealthu jsou nošeny až za Válečnou medailí. Barmská hvězda se nosí za Pacifickou hvězdou a před Italskou hvězdou.